# Седнівська селищна територіальна громада
Седнівська селищна територіальна громада — територіальна громада в Україні, у Чернігівському районі Чернігівської області. Адміністративний центр селище — Седнів.
12 червня 2020 року Седнівська селищна громада утворена у складі Седнівської селищної, Черниської сільської рад Чернігівського району та Великодирчинської, Макишинської сільських рад Городнянського району.

## Населенні пункти
До складу громади входять 8 населених пунктів: 2 селища (Нове, Седнів) та 6 сіл: Великий Дирчин, Клочків, Лашуки, Макишин, Малий Дирчин та Черниш.

## Старостинські округи
- Великодирчинський (с.Великий Дирчин, с.Лашуки, с.Малий Дирчин)
- Макишинський (с.Макишин)
- Черниський (с.Черниш, с.Клочків)[2]